# Alois Vojtěch Šmilovský
Alois Vojtěch Šmilovský (vlastním jménem Alois Schmillauer 24. ledna 1837, Mladá Boleslav – 20. června 1883, Litomyšl) byl český spisovatel a gymnazijní učitel.

## Život
Narodil se v rodině obchodníka v Mladé Boleslavi, kde získal základní vzdělání a začal navštěvovat místní piaristické gymnázium. Ve studiu pokračoval v Praze, kde pak vystudoval Filozofickou fakultu Univerzity Karlovy.
Po vystudování fakulty nastoupil v roce 1860 na gymnázium do Klatov jako suplující profesor, řádným profesorem se stal až po osmi letech po složení zkoušek profesorské způsobilosti v českém jazyce a přírodopise. Jeho žákem byl Jaroslav Vrchlický.
V Klatovech založil pěvecký spolek Šumavan, pro který psal libreta, napsal i několik divadelních her, které však nebyly příliš úspěšné.
V roce 1873 nastoupil jako profesor na gymnázium v Litomyšli, kde od roku 1874 působil jako suplent i Alois Jirásek.
Od roku 1877 působil jako školní inspektor na Litomyšlsku a Poličsku.
Zemřel 20. června 1883 v Litomyšli.
Alois Vojtěch Šmilovský byl také učitelem Karla Klostermanna.

## Dílo
- 1859 – Bětuška
- 1871 – Starý varhaník [5]
- 1871 – Starý měchura [5]
- 1872 – Setník Dřevnický
- 1874 – Parnasie [5]
- 1874 – Básně
- 1875 – Za ranních červánků [6]
- 1875 – Krupař Kleofáš [7]
- 1877 – Starohorský filosof [7]
- 1880 – Nebesa – starosvětský obraz o idylickém životě na venkovské faře, v zámku a v měšťanské rodině [8]
- 1880 – Jehla [9]
- 1882 – Na čerstvém vzduchu [10]
- 1891–1905 – Pozůstalá dramata, I.–IV. díl (posmrtně)
- 1896 – Martin Oliva [11]
- 1943 – Dědeček, rozptýlené kapitoly (posmrtně)